# Eurocopa de fútbol sala de 2010
El Campeonato Europeo de Fútbol Sala de la UEFA de 2010 tuvo lugar entre el 19 y el 30 de enero en Hungría. Fue la séptima edición de este campeonato europeo.
España consiguió su quinta corona continental en la final tras vencer a Portugal.

## Equipos participantes
40 equipos de las 53 federaciones miembros de la UEFA se inscribieron en el torneo. De ellos, 12 clasificaron para participar en la fase final, siendo la primera vez en la historia que se celebra el campeonato con 12 selecciones. Las clasificatorias para la Eurocopa se realizaron entre el 19 de febrero y el 22 de marzo de 2009.
La selección de España que defendía el título también tuvo que tomar parte en el proceso de clasificación. La selección de Hungría como representante del país anfirión quedó clasificada directamente a la fase final.
Inicialmente de los 40 equipos de fútbol inscritos (todos menos Italia), se seleccionó aquellos 16 de menor nivel (según el criterio UEFA), para disputar una ronda preliminar de la que saldrían 5, que junto con los 23 restantes competirían en la ronda de clasificación.
En la ronda clasificatoria, los 28 equipos se distribuyeron en siete grupos de cuatro y de estos el campeón se clasificó para la ronda final.
Finalmente, los países participantes serán:
| Azerbaiyán | Bélgica  | Bielorrusia     | Eslovenia | España            | Hungría |
|            |          |                 |           | Bandera de Serbia |         |
| Italia     | Portugal | República Checa | Rusia     | Serbia            | Ucrania |
| ---------- | -------- | --------------- | --------- | ----------------- | ------- |

## Organización

### Sedes
El torneo se disputó en las ciudades de Debrecen y Budapest, en los pabellones del Főnix Arena y Papp László Sportaréna respectivamente.
| Resintó   | Papp László Sportaréna          | Főnix Arena |
| --------- | ------------------------------- | ----------- |
| Imagen    | Papp László Budapest Sportaréna | Főnix Arena |
| Ciudad    | Budapest                        | Debrecen    |
| Capacidad | 12,500                          | 8,500       |

## Resultados

### Primera Ronda
(19-24 de enero)